# Richmond Landon
Richmond Wilcox Landon, född 20 november 1898 i Salisbury i Connecticut, död 13 juni 1971 i  Lynbrook i staten New York, var en amerikansk friidrottare som tävlade i höjdhopp. 
Landon blev olympisk mästare när han vann höjdtävlingen vid sommar-OS 1920 i Antwerpen i Belgien med ett hopp på 1,935 som var nytt olympiskt rekord. Harold Muller från USA tog silver medan svenske Bo Ekelund fick brons, bägge med höjden 1,90.